# Münster (Butzbach)
Münster ist ein Stadtteil von Butzbach im hessischen Wetteraukreis.

## Geographische Lage
Münster liegt am Westrand der Wetterau an der Grenze zum waldreichen Hintertaunus rund fünf Kilometer südwestlich der Kernstadt Butzbach und gehört zum Naturpark Taunus. Durch den Ort führt die Kreisstraße 15.

## Geschichte
Der Ortsname wird von einer mit mehreren Geistlichen besetzten Kirche, einem sog. Münster, abgeleitet. Zu der Großpfarrei gehören noch heute die Orte Fauerbach vor der Höhe, Maibach und Bodenrod. 
Die erste erhaltene urkundliche Erwähnung stammt aus dem Jahre 1271, jedoch wird aufgrund von Ausgrabungen vermutet, dass eine erste Besiedlung schon in der Steinzeit stattfand.
Zwischen 1626 und 1628 baute Landgraf Philipp III. von Butzbach auf dem Schlossberg Haus Philippseck ein Fluchtschloss. Heute sind nur noch Reste davon erhalten.
Die evangelische Kirche wurde am 1. Mai 1631 geweiht. Unterhalb von Philippseck stand eine Schmelzmühle, die in den Zeiten, in denen in diesem Bereich Silber und Erz abgebaut wurde, als Hammerwerk und Schmelzhütte diente. Der Silber- und Erzabbau endete schon im 15./16. Jahrhundert. Blei wurde bis 1878 abgebaut. Das letzte Bergwerk (Grube Philippseck) wurde in den 1930er Jahren endgültig stillgelegt.
Hessische Gebietsreform (1970–1977)
Im Zuge der Gebietsreform in Hessen genehmigte die Landesregierung mit Wirkung vom 31. Dezember 1970 den freiwilligen  Zusammenschluss der Gemeinden Fauerbach vor der Höhe und Münster im Landkreis Friedberg zu einer Gemeinde mit dem Namen Philippseck, die nur 13 Monate bestehen sollte. Nach der Eingliederung der Gemeinde Philippseck in die Stadt Butzbach am 1. Februar 1972 wurde für Münster, wie für jeden Stadtteil von Butzbach, ein Ortsbezirk mit Ortsbeirat und Ortsvorsteher eingerichtet. Der Ortsbezirk umfasst das Gebiet der Gemarkung Münster ohne das Gebiet Wiesental.

### Verwaltungsgeschichte im Überblick
Die folgende Liste zeigt die Staaten und Verwaltungseinheiten, denen Münster angehört(e):
- bis 1806: Heiliges Römisches Reich, Landgrafschaft Hessen-Darmstadt, Oberfürstentum Hessen, Amt Butzbach und Philippseck[8]
- ab 1806: Großherzogtum Hessen,[Anm. 2] Fürstentum Oberhessen, Amt Butzbach und Philippseck
- ab 1815: Großherzogtum Hessen, Provinz Oberhessen, Amt Butzbach und Philippseck[9]
- ab 1821: Großherzogtum Hessen, Provinz Oberhessen, Landratsbezirk Butzbach[Anm. 3]
- ab 1829: Großherzogtum Hessen, Provinz Oberhessen, Verlegung und Umbenennung in Landratsbezirk Friedberg
- ab 1832: Großherzogtum Hessen, Provinz Oberhessen, Kreis Friedberg
- ab 1848: Deutscher Bund, Großherzogtum Hessen, Regierungsbezirk Friedberg
- ab 1852: Großherzogtum Hessen, Provinz Oberhessen, Kreis Friedberg
- ab 1867: Norddeutscher Bund,[Anm. 4] Großherzogtum Hessen, Provinz Oberhessen, Kreis Friedberg
- ab 1871: Deutsches Reich, Großherzogtum Hessen, Provinz Oberhessen, Kreis Friedberg
- ab 1918: Deutsches Reich (Weimarer Republik), Volksstaat Hessen, Provinz Oberhessen, Kreis Friedberg
- ab 1938: Deutsches Reich, Volksstaat Hessen, Landkreis Friedberg[10][Anm. 5]
- ab 1945: Amerikanische Besatzungszone,[Anm. 6] Groß-Hessen, Regierungsbezirk Darmstadt, Kreis Friedberg
- ab 1946: Amerikanische Besatzungszone, Land Hessen, Regierungsbezirk Darmstadt, Landkreis Friedberg
- ab 1949: Bundesrepublik Deutschland, Land Hessen, Regierungsbezirk Darmstadt, Landkreis Friedberg
- ab 1971: Bundesrepublik Deutschland, Land Hessen, Regierungsbezirk Darmstadt, Landkreis Gießen, Gemeinde Philippseck[Anm. 7]
- ab 1972: Bundesrepublik Deutschland, Land Hessen, Regierungsbezirk Darmstadt, Landkreis Friedberg, Stadt Butzbach[Anm. 8]
- ab 1972: Bundesrepublik Deutschland, Land Hessen, Regierungsbezirk Darmstadt, Wetteraukreis, Stadt Butzbach

### Einwohnerentwicklung
- 1961: 252 evangelische (= 58,60 %), 171 katholische (= 39,77 %) Einwohner[1]

| Münster: Einwohnerzahlen von 1834 bis 2022 | Münster: Einwohnerzahlen von 1834 bis 2022 | Münster: Einwohnerzahlen von 1834 bis 2022 | Münster: Einwohnerzahlen von 1834 bis 2022 | Münster: Einwohnerzahlen von 1834 bis 2022 |
| --- | ------------------------------------------ | ------------------------------------------ | ------------------------------------------ | ------------------------------------------ |
| Jahr |                                            |                                            |                                            | Einwohner                                  |
| 1834 | 1834                                       |                                            | 361                                        | 361                                        |
| 1840 | 1840                                       |                                            | 366                                        | 366                                        |
| 1846 | 1846                                       |                                            | 388                                        | 388                                        |
| 1852 | 1852                                       |                                            | 390                                        | 390                                        |
| 1858 | 1858                                       |                                            | 386                                        | 386                                        |
| 1864 | 1864                                       |                                            | 298                                        | 298                                        |
| 1871 | 1871                                       |                                            | 294                                        | 294                                        |
| 1875 | 1875                                       |                                            | 262                                        | 262                                        |
| 1885 | 1885                                       |                                            | 237                                        | 237                                        |
| 1895 | 1895                                       |                                            | 219                                        | 219                                        |
| 1905 | 1905                                       |                                            | 215                                        | 215                                        |
| 1910 | 1910                                       |                                            | 229                                        | 229                                        |
| 1925 | 1925                                       |                                            | 232                                        | 232                                        |
| 1939 | 1939                                       |                                            | 215                                        | 215                                        |
| 1946 | 1946                                       |                                            | 386                                        | 386                                        |
| 1950 | 1950                                       |                                            | 459                                        | 459                                        |
| 1956 | 1956                                       |                                            | 490                                        | 490                                        |
| 1961 | 1961                                       |                                            | 430                                        | 430                                        |
| 1967 | 1967                                       |                                            | 575                                        | 575                                        |
| 1970 | 1970                                       |                                            | 549                                        | 549                                        |
| 1980 | 1980                                       |                                            | ?                                          | ?                                          |
| 1990 | 1990                                       |                                            | ?                                          | ?                                          |
| 2008 | 2008                                       |                                            | 746                                        | 746                                        |
| 2010 | 2010                                       |                                            | 600                                        | 600                                        |
| 2015 | 2015                                       |                                            | 596                                        | 596                                        |
| 2022 | 2022                                       |                                            | 642                                        | 642                                        |
| Datenquelle: Historisches Gemeindeverzeichnis für Hessen: Die Bevölkerung der Gemeinden 1834 bis 1967. Wiesbaden: Hessisches Statistisches Landesamt, 1968. Weitere Quellen: ; nach 1970: Stadt Butzbach |                                            |                                            |                                            |                                            |